# Resistencia a radiación
La resistencia a la radiación es el acto de fabricar componentes electrónicos y sistemas resistentes a daños o funcionamientos erróneos causados por la radiación ionizante (radiación de partículas y electromagnética de alta energía), como las que se dan en el espacio exterior, vuelos de altitud elevada, alrededor de reactores nucleares y aceleradores de partículas o en accidentes nucleares.
La mayoría de componentes electrónicos semiconductores son susceptibles de resultar dañados por la radiación. Los componentes resistentes a la radiación se basan en sus equivalentes no resistentes, a los que se realizan variaciones en diseño y fabricación para reducir esta susceptibilidad a ser dañados. Debido al desarrollo extensivo y el testeo requerido para lograr el diseño de un chip microelectrónico tolerante a la radiación, estos suelen quedar desfasados con respecto a los desarrollos más recientes.
Los productos resistentes a la radiación son típicamente testados en ensayos de uno o más efectos resultantes, incluyendo dosis total de ionización (TID), efectos de baja dosis mejorados (ELDRS), daños por desplazamiento de neutrones y protones y efectos de evento simple (SEE, SEE, SEL y SEB).

## Problemas causados por radiación
Ver también: Daño por radiación
Los entornos con alto nivel de radiación ionizante crean retos de diseño especiales. Una sola partícula cargada puede emitir miles de electrones, provocando ruido eléctrico e impulsos de señal. En el caso de circuitos digitales, esto puede causar resultados inexactos o ininteligibles. Este es un problema particularmente serio en el diseño de satélites, naves espaciales, aviones militares, plantas de energía o armas nucleares. Con objeto de asegurar el correcto funcionamiento de estos sistemas, los fabricantes de circuitos integrados y sensores destinados al mercado militar o aeroespacial emplean diversos métodos de endurecimiento contra radiación. Los sistemas resultantes son llamados endurecidos o resistentes a la radiación.